# Modugno siciliano
Modugno siciliano è un album del cantautore italiano Domenico Modugno.

## Il disco
Il 33 giri racchiude alcune canzoni eseguite in siciliano da Modugno, tutte già pubblicate su LP tranne Mafia, brano uscito su 45 giri nel 1961.
Modugno è autore del testo e della musica di tutti i brani, tranne la musica de La sveglietta, di Franco Nebbia, il testo di Tre briganti tre somari, scritto insieme a Pietro Garinei e Sandro Giovannini, e quello della già citata Mafia, scritto da Riccardo Pazzaglia.
Le canzoni sono tutte eseguite dal cantautore con il solo accompagnamento della sua chitarra, tranne Tre briganti tre somari e Mafia, eseguite con l'orchestra arrangiata e diretta dal maestro Nello Ciangherotti.
La copertina del disco raffigura una foto di un asinello con sullo sfondo il mare di una spiaggia siciliana.

## Tracce
LATO A
1. Tre briganti tre somari
2. Lu minaturi
3. Lu sciccareddu 'mbriacu
4. Attimu d'amuri
5. Magaria
6. La sveglietta

LATO B
1. Lu pisce spada
2. Cavaddu cecu de la miniera
3. Lu salinaru
4. Tambureddu - (pizzica pizzica po)
5. Mafia
6. La cicoria